# 향산호텔
향산호텔은 자강도 향산군에 있는 호텔이다. 향산호텔은 피라미드를 닮은 15층 건물로 지어졌으며, 부속건물로 식당인 5층 건물이 있다. 향산읍에서 5km 거리에 떨어져 있으며, 묘향산의 아래쪽에 있다.
향산호텔은 1986년에 완공되었다. 2010년에 리모델링 되었다. 김정일 국방위원장이 2010년에 호텔을 방문하였다.

## 로고
|           |
| 과거 로고 |

|           |
| 현재 로고 |